# يوهانا كوبو
يوهانا كوبو (بالإسبانية: Yohana Cobo)‏ هي ممثلة إسبانية، ولدت في 12 يناير 1985 بمدريد في إسبانيا.

## أعمال

### أفلام
- (2006) العودة[2]

## وصلات خارجية
- يوهانا كوبو على موقع IMDb (الإنجليزية)
- يوهانا كوبو على موقع قاعدة بيانات الأفلام العربية
- يوهانا كوبو على موقع ألو سيني (الفرنسية)
- يوهانا كوبو على موقع أول موفي (الإنجليزية)
- يوهانا كوبو على موقع قاعدة بيانات الأفلام السويدية (السويدية)
- يوهانا كوبو على موقع قاعدة بيانات الفيلم (الإنجليزية)
- يوهانا كوبو على موقع كينوبويسك (الروسية)